# Vlag van Drechterland

Vlag van de gemeente Drechterland

De vlag van Drechterland is vastgesteld als de gemeentelijke vlag van de Noord-Hollandse gemeente Drechterland, maar op welke datum dat werd gedaan is niet bekend. De beschrijving luidt:
Zes banen volgens de broekdiagonaal wit-groen-geel-wit-groen-geel, met op de onderste groene baan en in de zin ervan een wit, geel gevest zwaard en op de bovenste groene baan naast elkaar twee gele rozen.
De vlag bestaat uit zes schuin geplaatste bannen van gelijke hoogte, met de kleuren wit-groen-geel-wit-groen-geel. De banen lopen van de broekingzijde naar de vluchtzijde. Op de beide groene banen is een element uit het gemeentewapen geplaatst: op de eerste baan het zwaard en op de tweede baan de twee rozen.

## Verwante afbeeldingen

Wapen van Drechterland

Aalsmeer · Alkmaar · Amstelveen · Amsterdam · Bergen · Beverwijk · Blaricum · Bloemendaal · Castricum · Den Helder · Diemen · Dijk en Waard · Drechterland · Edam-Volendam · Enkhuizen · Gooise Meren · Haarlem · Haarlemmermeer · Heemskerk · Heemstede · Heiloo · Hilversum · Hollands Kroon · Hoorn · Huizen · Koggenland · Landsmeer · Laren · Medemblik · Oostzaan · Opmeer · Ouder-Amstel · Purmerend · Schagen · Stede Broec · Texel · Uitgeest · Uithoorn · Velsen · Waterland · Wijdemeren · Wormerland · Zaanstad · Zandvoort